# Alchemilla taurica
Alchemilla taurica är en rosväxtart som först beskrevs av Robert Buser, och fick sitt nu gällande namn av Sergei Vasilievich Juzepczuk. Alchemilla taurica ingår i släktet daggkåpor, och familjen rosväxter. Inga underarter finns listade i Catalogue of Life.